# Alexandra Langley

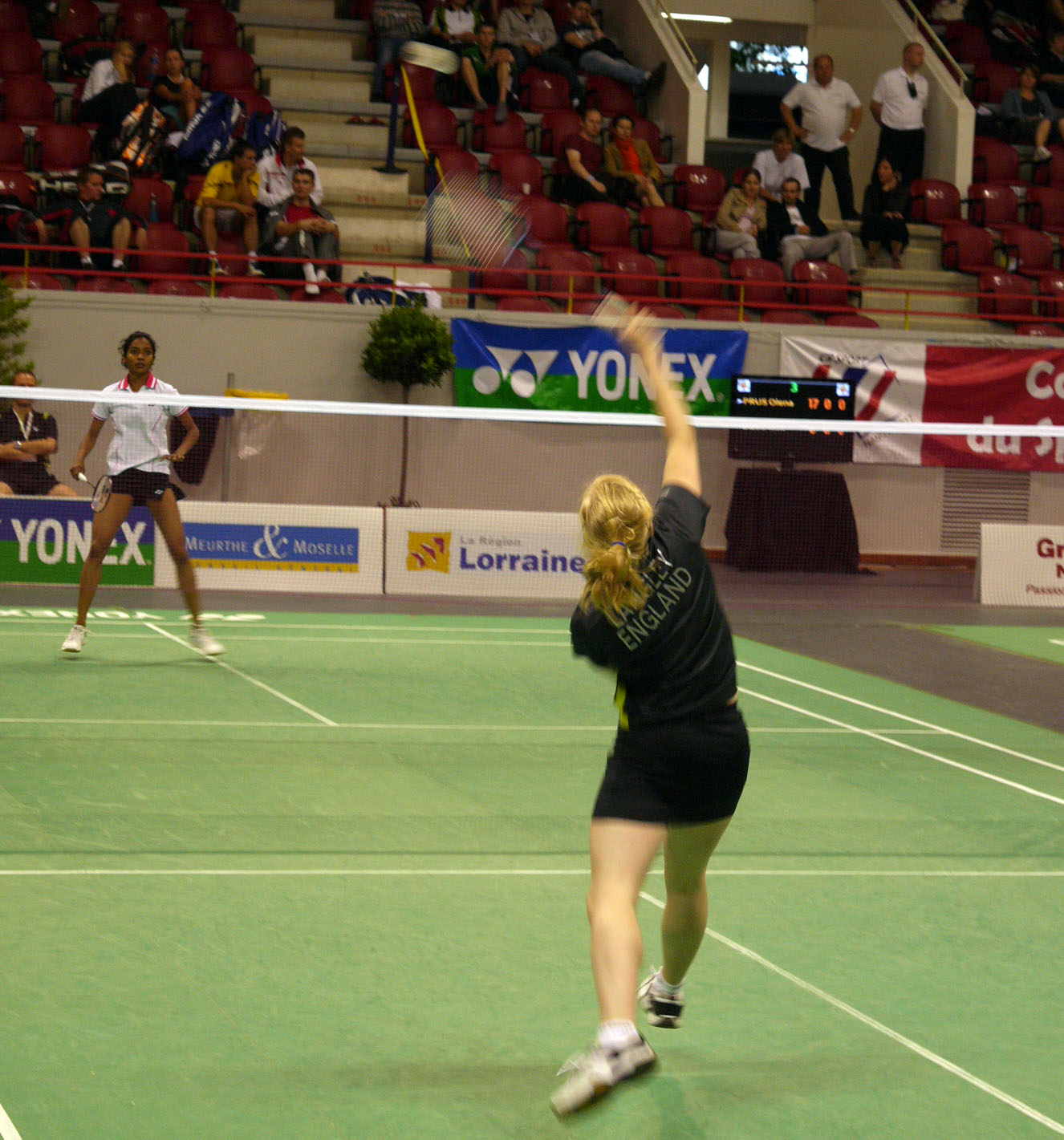
Alex Langley (vorn) 2010

Alexandra „Alex“ Langley (* 19. Juni 1991 in Grimsby) ist eine englische Badmintonspielerin. 

## Karriere
Alexandra Langley gewann 2010 und 2011 die Portugal International im Damendoppel mit Lauren Smith. 2011 war sie in Portugal auch im Mixed mit Robin Middleton erfolgreich. Bei der Badminton-Weltmeisterschaft 2011 wurde sie mit Smith 17. im Damendoppel. In der Saison 2011/2012 startet sie in Deutschland in der 1. Bundesliga. 
2012 gewann sie bei den Portugal International im Damendoppel zusammen mit Gabrielle White.